# Odontorchilus cinereus
Odontorchilus cinereus là một loài chim trong họ Troglodytidae.